# Русалочка: Начало истории Ариэль
«Руса́лочка: Нача́ло исто́рии Ариэ́ль» (англ. The Little Mermaid: Ariel's Beginning) — американский анимационный музыкальный фэнтезийный direct-to-video-фильм 2008 года, снятый студией DisneyToon Studios, при этом производство анимации осуществлялось студиями Toon City Animation и DisneyToon Studios Australia. Это приквел к мультфильму «Русалочка» и третий и заключительный мультфильм в трилогии «Русалочка», а также последнее direct-to-video-продолжение после того, как Джон Лассетер занял пост председателя Disney Animation Division. Это также первый мультфильм по хронологии сюжета. Он основан на одноимённой сказке Ханса Кристиана Андерсена и мультсериале «Русалочка» от Walt Disney Animation Japan и Walt Disney Television.
Режиссером выступила Пегги Холмс. Сюжет фильма разворачивается до событий оригинального фильма, когда Ариэль ещё была юной, и когда вся музыка в подводном королевстве Атлантика была запрещена королём Тритоном после того, как он был разбит горем после смерти его жены, и Ариэль пытается оспорить этот закон. Джоди Бенсон и Сэмюэл Э. Райт (в своей последней роли в кино) повторяют свои роли Ариэль и Себастьяна соответственно, в то время как Салли Филд озвучивает новую злодейку фильма, Марину дель Рэй. Джим Каммингс озвучил короля Тритона, заменив Кеннета Марса, у которого был диагностирован рак поджелудочной железы.
Мультфильм был выпущен 26 августа 2008 года студией Walt Disney Studios Home Entertainment, а в Содружестве Независимых Государств — 25 сентября 2008 года. Он получил смешанные отзывы, с мягкой критикой, направленной на новых злодеев и музыку, в то время как качество анимации, сценарий и озвучивание были высоко оценены.

## Сюжет
Царь Тритон и его жена, царица Афина, правят подводным царством Атлантики, наполненным музыкой и смехом. У них семь маленьких дочерей: Аттина, Алана, Аделла, Аквата, Ариста, Андрина и Ариэль, самая младшая из них. Однажды, когда русалочья семья отдыхает в лагуне на поверхности, Тритон дарит Афине музыкальную шкатулку. Однако русалки бегут при приближении пиратского корабля. Все убегают, кроме Афины, которая, пытаясь вернуть музыкальную шкатулку, погибает, когда корабль падает в лагуну. Опустошённый смертью жены, Тритон выбрасывает музыкальную шкатулку и навсегда запрещает музыку в Атлантике. Тогда же от горя он замыкается в себе и фактически отдаляется от дочерей.
Десять лет спустя Ариэль и её сёстры живут по строгому распорядку, поддерживаемому их властолюбивой гувернанткой Мариной Дель Рэй и её прислужником ламантином Бенджамином. Марина ненавидит свою должность и мечтает стать советником царя Тритона, в должности которого в настоящее время находится краб Себастьян. Ариэль разочарована их нынешним образом жизни, из-за чего у неё с отцом возникает спор. Однажды Ариэль встречает Флаундера, молодую тропическую рыбку, за которой она позже следует в подпольный музыкальный клуб. Она в восторге от присутствия музыки и потрясена, увидев там выступление Себастьяна. Когда её присутствие раскрывается, вся группа перестает играть и прячется, полагая, что Ариэль сдаст их отцу. Однако вопреки их опасениям Ариэль поёт песню, объясняющую её любовь к музыке и воспоминания о матери; а затем принимается в члены клуба после принесения присяги о сохранении тайны.
Ариэль возвращается во дворец, и сёстры спрашивают её, куда она пропала. Она объясняет, где была, и на следующую ночь девушки идут в клуб, чтобы тоже повеселиться. Марина находит их и позже сообщает об их действиях Тритону, который разрушает клуб своим трезубцем. Себастьяна, Флаундера и музыкантов группы отправляют в тюрьму, а Марине отдают место Себастьяна. Девочек запирают во дворце в наказание за то, что слушали музыку. Ариэль сердито возражает, говоря, что её мама не одобрила бы всего этого.
Той ночью Ариэль, осознав, что без музыки Атлантика не может быть её домом, освобождает своих друзей и покидает царство. Себастьян ведёт их в безлюдное место подальше от дворца, где, как он и надеялся, Ариэль находит музыкальную шкатулку Афины. Ариэль, Флаундер и Себастьян решают вернуться в Атлантику, чтобы принести музыкальную шкатулку Тритону, надеясь, что это изменит его мнение, поскольку он не помнит, как быть счастливым после смерти Афины. Тем временем Аттина сообщает Тритону, что Ариэль пропала, морской царь призывает стражу и приказывает прочесать территорию дворца и всей Атлантики, дабы найти Ариэль и вернуть её домой. Марина же, желая сохранить свое положение, выпускает своих электрических угрей, чтобы выследить и устранить Ариэль и Себастьяна.
На обратном пути в Атлантику Ариэль и её друзья сталкиваются с Мариной, начинается схватка. Друзья Ариэль побеждают угрей Марины как раз в тот момент, когда появляется Тритон. Марина бросается к Себастьяну и пытается убить его, но Ариэль, рискуя собственной жизнью, подставляет себя под удар злодейки и падает, по-видимому, замертво. Тритон, увидев это, винит себя в произошедшем. Он поёт Ариэль, и она оживает; отец и дочь примиряются. Марина и Бенджамин арестованы и заключены в темницу. Музыка вскоре возвращается в Атлантику, и все празднуют; Себастьян же назначен первым официальным придворным композитором Атлантики. Характер Тритона меняется в лучшую сторону, и он снова начинает уделять своим дочерям больше времени, как и при жизни Афины.

## Роли озвучивали
| Роль                  | Актёр (актриса)                             |                   |
| главные персонажи     | главные персонажи                           | главные персонажи |
| --------------------- | ------------------------------------------- | ----------------- |
| Ариэль                | Джоди Бенсон                                |                   |
| Себастьян             | Сэмюэл Э. Райт                              |                   |
| Царь Тритон           | Джим Каммингс                               |                   |
| Марина Дель Рэй       | Салли Филд                                  |                   |
| сёстры Ариэль         |                                             |                   |
| Аделла                | Тара Стронг                                 |                   |
| Аквата                | Грей Делайл                                 |                   |
| Алана                 | Дженнифер Хейл                              |                   |
| Андрина               | Тара Стронг                                 |                   |
| Ариста                | Грей Делайл                                 |                   |
| Аттина                | Кэри Уолгрен                                |                   |
| оркестр «Клуба Сомов» |                                             |                   |
| Инк Спот              | Роб Полсен                                  |                   |
| Рэй-Рэй               | Кевин Майкл Ричардсон                       |                   |
| Чикс                  | Кевин Майкл Ричардсон                       |                   |
| Шелбоу                | Джим Каммингс                               |                   |
| другие персонажи      |                                             |                   |
| Бенджамин             | Джефф Беннетт                               |                   |
| Рассказчик            | Сэмюэл И. Райт                              |                   |
| Рыбы-мечи             | Джефф Беннетт                               |                   |
| Свифти                | Роб Полсен                                  |                   |
| Флаундер              | Паркер Горис                                |                   |
| Царица Афина          | Лорели Хилл Баттерс/Андреа Робинсон (вокал) |                   |

## Комментарии
1. ↑  Анимация передана на аутсорсинг Toon City Animation и DisneyToon Studios Australia с цифровыми чернилами и программным обеспечением для рисования Toon Boom Technologies.